# Uridine
Uridine is een ribonucleoside die is opgebouwd uit uracil en ribose (een pentose). Het maakt deel uit van het monomeer uridinemonofosfaat, waaruit RNA is opgebouwd. De binding tussen uracil en ribose wordt een β-N1-glycosidische binding genoemd.
Wanneer uracil vastzit aan desoxyribose in plaats van ribose, wordt het geheel desoxyuridine genoemd.

## Voorkomen
Uridine wordt opgenomen door voeding die RNA bevat. Voedselbronnen die uridine bevatten zijn onder andere:
- Tomaten (0,5 tot 1 gram uridine per kilogram drooggewicht)
- Brouwersgist
- Bier
- Broccoli
- Orgaanvlees, zoals de lever en de alvleesklier